# Davallodes hymenophylloides
Davallodes hymenophylloides là một loài dương xỉ trong họ Davalliaceae. Loài này được M.Kato & Tsutsumi mô tả khoa học đầu tiên năm 2008.